# Протестантська унія

Протестантська унія близько 1610 р.

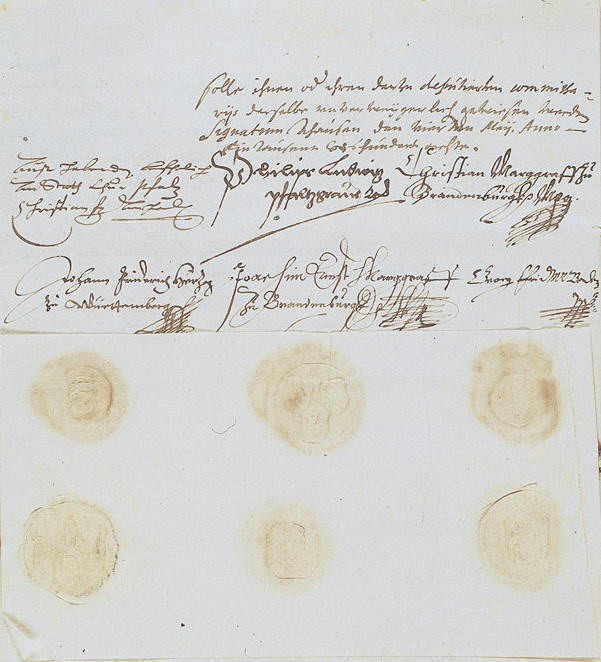
Договір про утворення Протестантської унії. 14 травня 1608

Протестантська (Євангельська, Євангелічна) унія — об'єднання восьми протестантських князів і 17 протестантських міст Священної Римської імперії.
Причиною об'єднання було завоювання вільного імперського міста Донауверт Максиміліаном Баварським після нападу протестантів на католицьку процесію. Заснована 1608 року унія була очолена кальвіністом курфюрстом Фрідріхом IV. У відповідь 1609 року була створена Католицька ліга.
Протягом Тридцятирічної війни унія була декілька разів переможена Лігою і 1621 року перестала існувати.

## Передісторія. Лютеранський та кальвіністський союзи
Спроби утворити протестантське наддержавне об'єднання робилися ще в кінці XVI століття, але їх успіху перешкоджали чвари лютеран з кальвіністами. На початку XVII століття успіхи католицької реакції в Німеччині змусили протестантських князів поквапитися з утворенням союзу.
Німецьких протестантів пов'язували спільні інтереси в успадкуванні в Юліському і Клевському герцогствах. Окрім того, прихильники протестантської унії знаходили зовнішню підтримку у французького короля Генріха IV завдяки спільному бажанню послабити вплив Іспанії та німецьких Габсбургів.
Найбільш енергійним організатором унії став Крістіан Ангальтський. Спочатку було прагнення до утворення двох окремих союзів: лютеранського та кальвіністського. Головними членами першого альянсу, який був створений в травні 1605 року, стали Вюртемберг, Нейбург-Пфальц і Баден. Того ж року другий альянс утворили Пфальцьке курфюрство, Ангальт-Дессауське, Ансбаське і Байройтське князівства та Гессен-Кассельське ландграфство.
Потужним поштовхом до об'єднання двох уній стало завоювання в 1607 році католиками міста Донауверта. В тому ж році утворився окремий союз між курфюрствами Пфальцьким і Вюртембергом, що послужив зв'язком між обома протестантськими союзами.

## Історія
Посилення небезпеки з боку католиків спонукало Крістіана Ангальтського на Регенсбурзькому сеймі в 1608 році вести переговори про утворення спільної протестантської унії, до якої увійшли б члени обох вже існуючих спілок. 14 травня 1608 в Аугаузені (в Ансбаху) була утворена Євангельська унія, в яку увійшли Пфальцьке курфюрство, Вюртемберг, Баден, Кульмбах, Ансбах, Нейбург-Пфальц. Метою її проголошувалася захист особи і володінь членів союзу, а також спільні дії в інтересах протестантизму. Унія мала директора (курфюрст Пфальцький), спільну касу, що формувалася з внесків союзників, і спільну армію.
У наступному році до унії приєдналися ландграфства Гессенське, курфюрство Бранденбурзьке і кілька імперських міст.
Утворення Євангельської унії викликало організацію з боку католиків у 1609 році «Католицької ліги». Протестанти і католики мали різні погляди на вирішення питання Юліх-Клевської спадщини і суперництво переросло у Клевську війну (1609—1614), в якій взяли участь окремі протестантські і католицькі держави Німеччини та були залучені Франція і Нідерланди. На випадок повномасштабного воєнного протистояння між лігою і унією, остання уклала в 1612 році союз з Англією, потім з Нідерландами.
На з'їзді в Ротенбурзі члени унії сформулювали ряд вимог, пред'явлених потім на Регенсбурзькому сеймі 1613 року, де до них приєдналося кілька інших протестантських держав. Імператор Фердинанд II Габсбург відкинув ці вимоги; спроби примирення зазнали невдачі.
Між тим, унія почала розвивати стосунки з богемськими протестантами. Повстання чехів і обрання ними своїм королем Фрідріха V Пфальцького (директора Протестантської унії) стало причиною Тридцятирічної війни. В цей вирішальний момент унія діяла мляво і показала повну безпорадність: вона надто залежала від приватних інтересів її окремих членів, серед яких тоді переважило бажання не втручатися у цей конфлікт. Тому унія обіцяла Фрідріху Пфальцькому допомогу у разі нападу на його спадкові володіння у Німеччині, але відмовилася підтримувати його в богемській ініціативі; потім між Унією та Католицькою лігою була підписана Ульмська угода (1620), у якій ліга отримувала свободу дій в Чехії, але обіцяла не чіпати німецьких володінь Фрідріха — за цих умов унія зобов'язувалася зберігати нейтралітет. Проте унія діяла нерішуче навіть тоді, коли католицьке військо під командуванням герцога Альбрехта напало на землі Пфальцу і почало спустошувати їх.
Звістка про поразку чехів на Білій Горі (1620) прискорила занепад унії: імперські міста почали виходити з неї. Повне безсилля унії проявлялося все сильніше і в квітні 1621 року вона уклала угоду зі Спінолою (полководцем Альбрехта), внаслідок якої Пфальц полишили останні союзники.
Незабаром унія зовсім розпалася, не виконавши мету, яку перед нею ставили німецькі протестанти.